# Miss Athléta

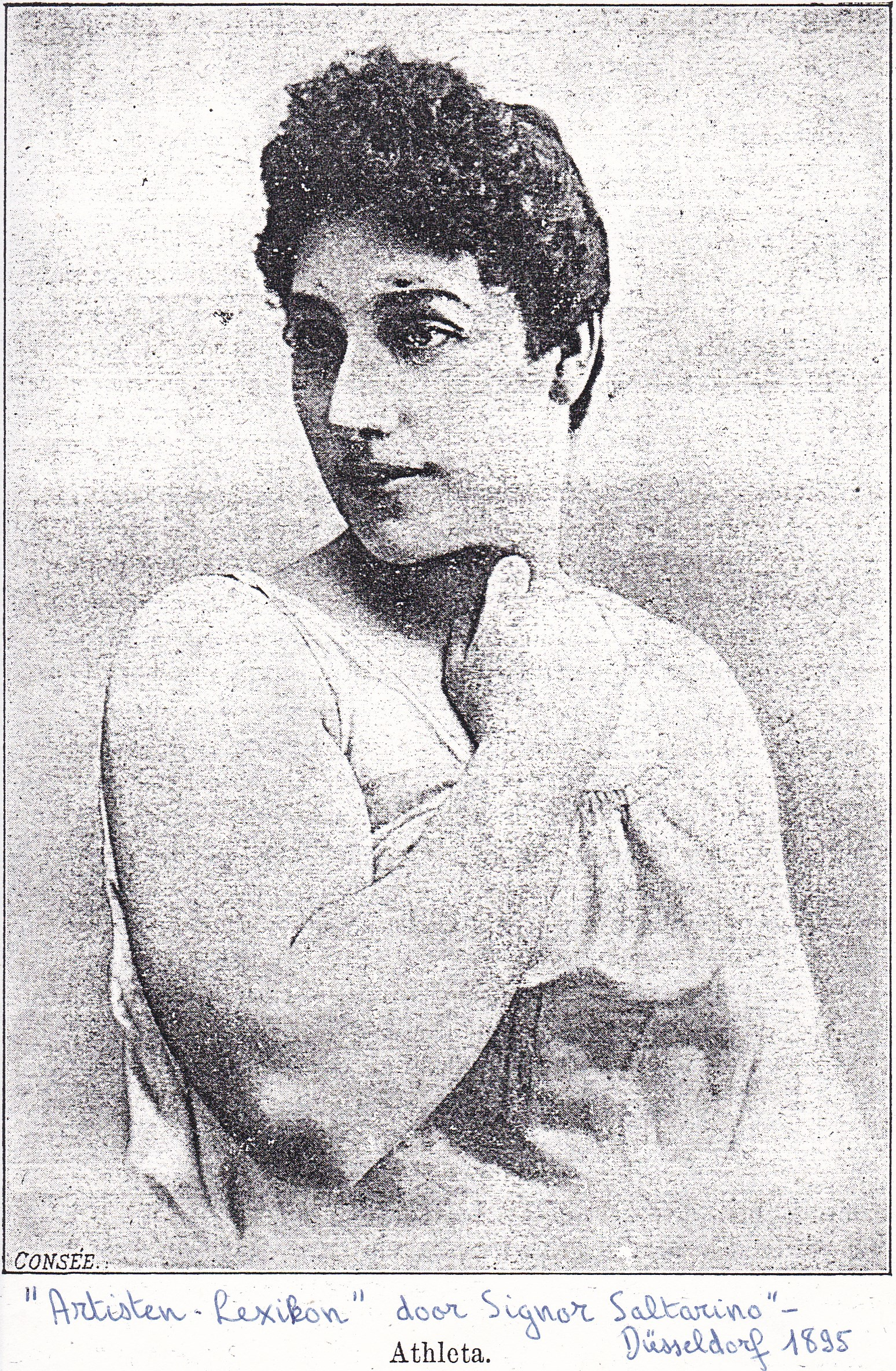
Miss Athléta in 1895; foto genomen door Signor Saltarino, pseudoniem voor Hermann Waldemar Otto (1863-1941)

Miss Athléta (Antwerpen, 20 april 1865 – Brussel, 11 november 1927), geboren als Maria Zachritz, was een Belgische circusartieste. Ze werd ook la femme la plus forte du monde genoemd.

## Biografie
Maria Zachritz was de dochter van circusartiesten uit Beieren. Ze was de onwettige en erkende dochter van Philippus Zachritz en Emma Kirschner die in de Vliersteeg te Antwerpen woonden. Maria Zachritz huwde met Gommarius Van Huffelen, een uitbater van een kermistheater, toen ze achttien was. Het echtpaar ging in de Zwaardstraat wonen, een beluik van de Brusselse Marollen. Omdat haar man borstelmaker was, noemde men zijn vrouw Maria Mie Borstel.
In 1890 hadden ze vier kinderen. Drie dochters traden in de voetsporen van hun moeder. Brada en Louise traden ook op in het circus, hoewel ze minder krachtig waren dan hun moeder. Anna zou het in Hollywood maken (zie verder).

## Carrière
Van Huffelen trok aanvankelijk rond met een circustentje van 15 bij 7 meter, het Circus Eldorado. Acrobatiek, goochelen én een krachtatlete, zijn eigen vrouw, waren de circusacts.
Eerst gelanceerd als Miss Fanny veranderde men haar pseudoniem in Miss Athléta. Ze trad op in het Eden Theater te Brussel toen ze achttien jaar oud was. Haar ouders en grootouders waren eveneens atleten. Als kind begon ze haar loopbaan als slangenmens, als evenwichtsacrobate op een koord, en als kanonnenvrouw (illusie verwekken dat men via een kanon wordt afgeschoten) maar ze kwam vlug tot het besef dat krachtpatserij meer bij haar paste.
Zij was ervan overtuigd dat het publiek liever zag dat ze niet met fysieke objecten werkte, maar met levende. Veel artiesten van haar tijd werkten met gietijzer en gewichten, maar toeschouwers konden zich moeilijk inbeelden hoe zwaar die voorwerpen waren. Daarom werkte ze met paarden, mensen, tonnen... Ze was te zien in het Koninklijk Circus te Brussel, het Nieuw Circus te Gent en in de reizende circussen van Sigrist-Ducos, De Jonghe, Rodolphe Guillaume en Libot. Na haar successen in België, kreeg ze de kans om op te treden in Londen, Rotterdam, Parijs, Reims, Hannover, München, Newcastle, Edinburgh, Glasgow, Praag, Boedapest, Leipzig, Wenen en zelfs New York. Haar dochters traden op in de Folies Bergère van Parijs.
Om haar kracht te demonstreren torste Miss Athléta een staaf waaraan vier mannen hingen en wandelde zo in de piste van het circus rond. Ze droeg een groene galajurk en de vier mannen waren gekleed in een rokkostuum. In Bordeaux zou ze 92 kg hebben geheven. Tijdens haar hoogdagen verdiende ze 3000 Belgische frank per week en meer. Een ondervraagde worstelaar uit die tijd verdiende 8 frank per week.
In 1895 schreef de Waalse krant La Meuse: 

Gisteravond moesten alweer honderden mensen geweigerd worden. Het is dit keer geen man, maar een jonge mooie vrouw die het enthousiasme van de enorme menigte opwekt. Het publiek gaf haar een staande ovatie, zwaaiend met hun hoeden en hun zakdoeken. Ze waren uitzinnig. En eerlijk: deze vrouw verdient zo’n ontvangst

### Miss Atlétha als worstelaar
In latere jaren maakte Athléta vooral carrière als worstelaar. Haar echtgenoot had in de Marollen Jean Devos ontmoet, een Vlaamse kolenboer die een baraque uitbaatte waar worstelwedstrijden werden georganiseerd. Het was een louche zaak, maar Devos zag snel het talent van Miss Athléta. Devos was later de aanleiding dat ze in heel Frankrijk werd gezocht.
Athléta nodigde bekende worstelaars uit om tegen haar te vechten. Of ze daagde mannen uit het publiek uit, om het tegen haar op te nemen. De mannen uit het publiek tegen wie Athléta worstelde, waren vaak kennissen. “We moesten ons altijd laten vallen”, bekende een van hen bij een ondervraging. In La Meuse stond te lezen:

Ze heeft een diepgaande kennis van het Romeins worstelen, en haar tegenstanders ontdekken in haar een worstelaar met spierkracht, behendigheid en een verbazingwekkende souplesse. Ze beëindigde de kamp door de man tegen de grond te gooien. Dat resultaat verhoogde het enthousiasme op de publieksbanken, en zorgde voor een formidabele ovatie voor Athléta.

### Vermeende heler
Op 28 juli 1896 viel de Franse gendarmerie in de Franse stad Boulogne-sur-Mer de woonwagens van Circus Rancy binnen, op zoek naar Athléta. Jean Devos was in Brussel gearresteerd als verdachte van de moord op een rijke weduwe en diefstal van haar juwelen. Omdat Devos Miss Athléta kende en vaak met haar reisde, vermoedde men dat zij de heler kon zijn van de juwelen.
Men besefte al snel dat dit een dood spoor was. We vonden geen juwelen, zoals u er zoekt, aldus een politieverslag. We troffen wel verschillende contracten aan waarmee deze vrouw grote sommen verdiende, en wat haar toeliet rijkelijk te leven.
Toen ze veertig was kon ze gaan rentenieren. Ze trok zich terug in haar "Villa Athléta", een nog bestaande woning aan het Brugsken in Sint-Niklaas, samen met haar echtgenoot. In 1917 verliet ze Sint-Niklaas om terug te keren naar Brussel. Miss Athléta werd begraven te Elsene; haar graf is al lange tijd verwijderd.

## Uiterlijke kenmerken
De aanblik van haar lichaam verraadde haar kracht voor de toeschouwers en voor haar lichaamsbouw gaf dat in cijfers uitgedrukt:

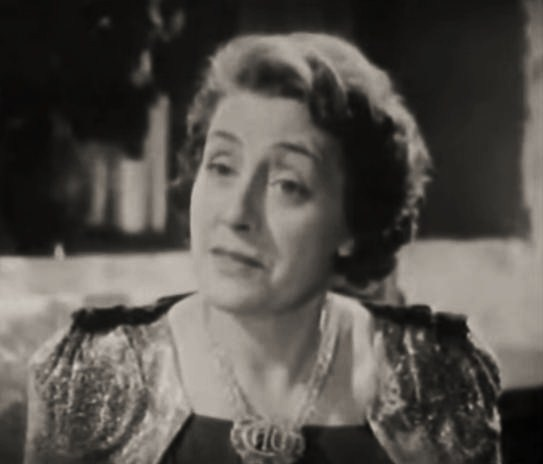
Ann Codee in Drums of the Desert

- lengte: 1,70 m
- gewicht: 70 kg
- omtrek borst: 124 cm
- omtrek hals: 44,5 cm
- omtrek biceps: 42,5 cm
- omtrek kuit: 43 cm
- omtrek onderarm: 32 cm

## Dochter Anna
Anna, geboren als Anna-Maria, bouwde een nog grotere carrière dan haar moeder uit. Ze immigreerde naar de Verenigde Staten en leerde daar Frank Orth kennen met wie ze huwde. Ze werden beiden succesvolle acteurs in Hollywood. Anna-Maria Van Huffelen, met haar artiestennaam Ann Codee, trad in meer dan vijftig Hollywoodfilms op, ook aan de zijde van sterren zoals Fred Astaire. Waarschijnlijk is ze daarmee de meest succesvolle Belgische actrice in Hollywood.

## Miss Athléta en Canvas
In de tv-reeks Meer vrouw op straat op Canvas in maart en april 2020 bracht Sofie Lemaire Miss Athléta, naast onder meer Marie Louise Habets en Louisa d'Havé, onder de aandacht om hen een straatnaam te geven.

## Galerij

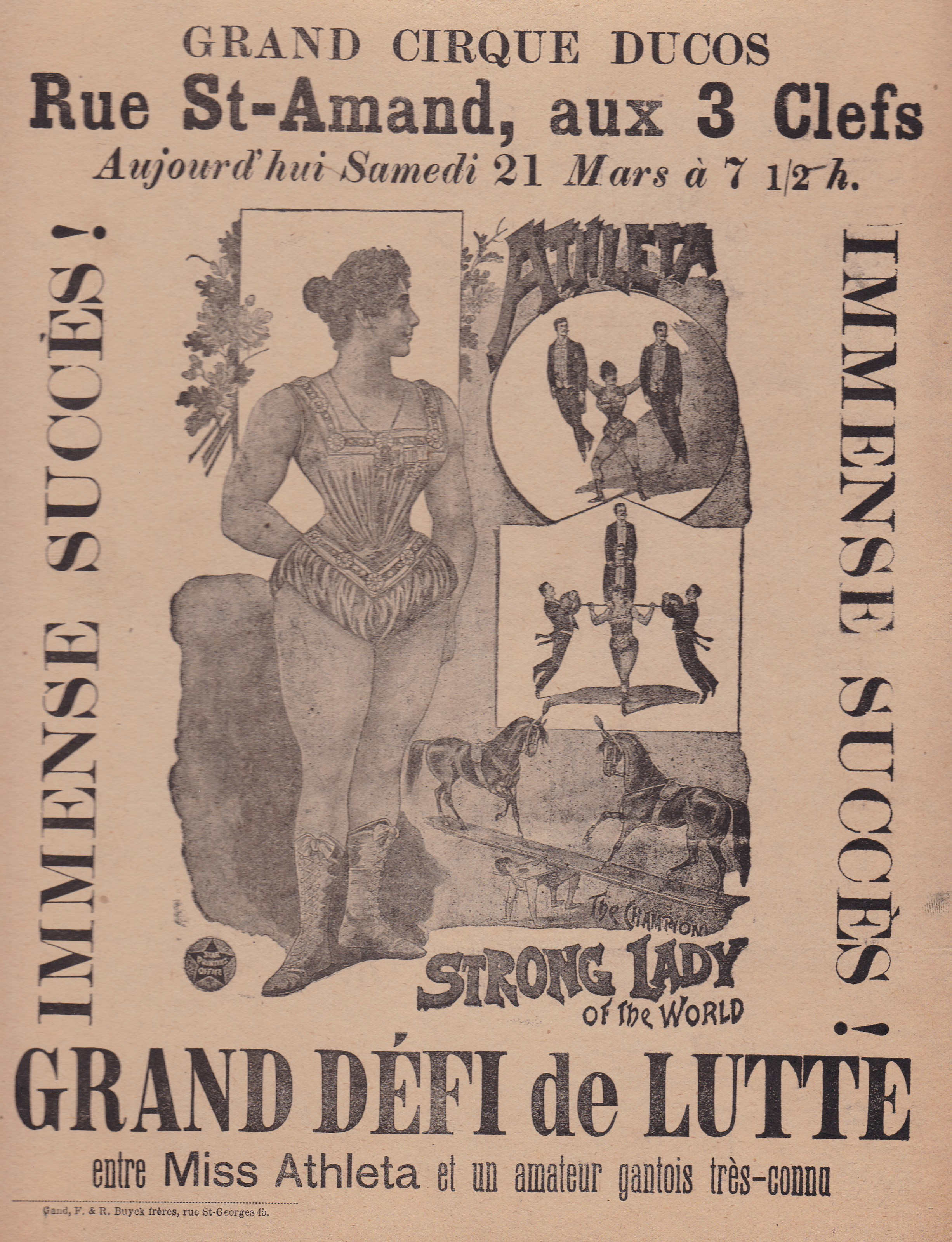
Affiche van het Circus Ducos in Gent op 21 maart 1896
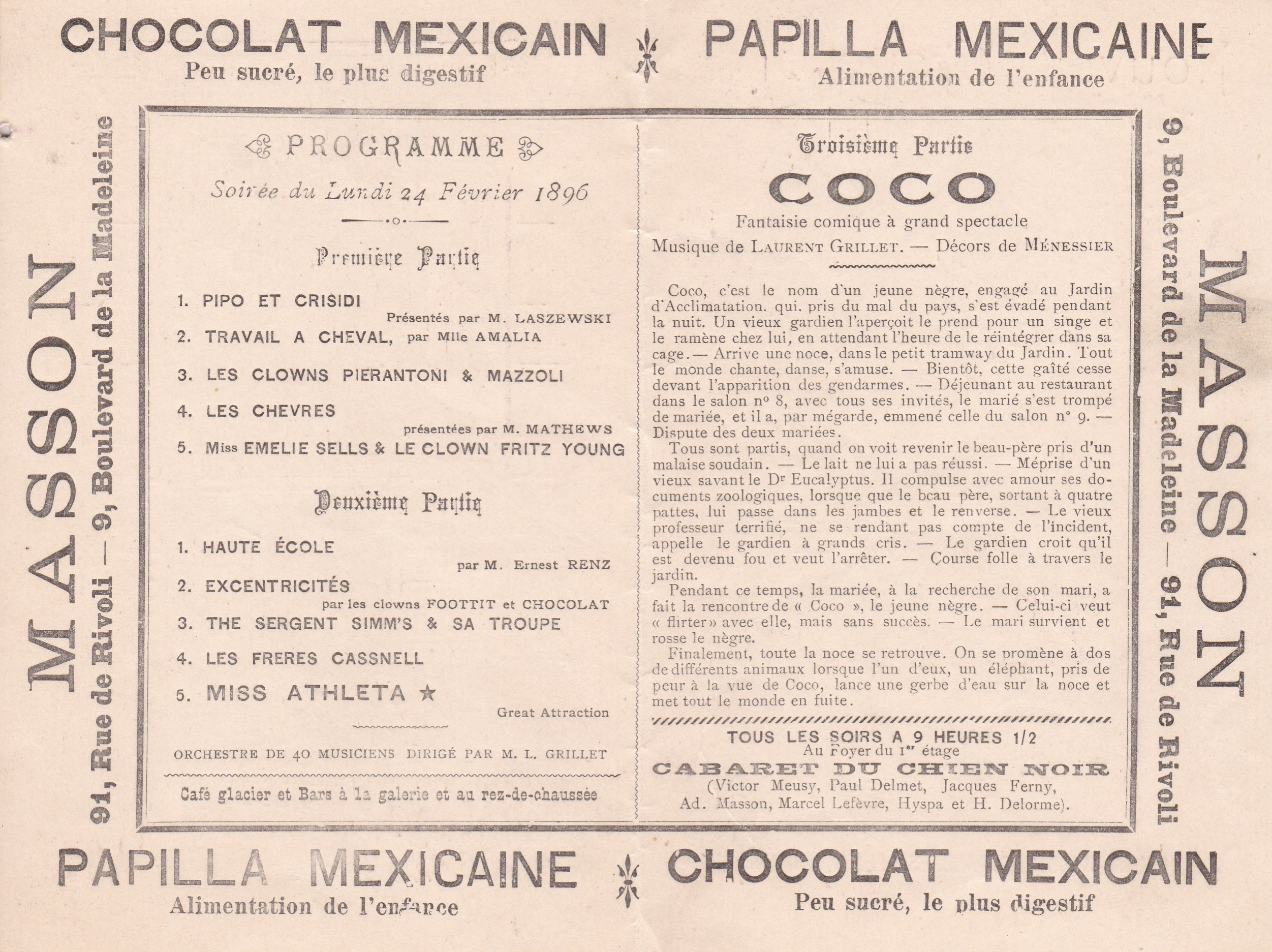
Hoofdattractie op een affiche van het Nouveau Cirque van Parijs op 24 februari 1896
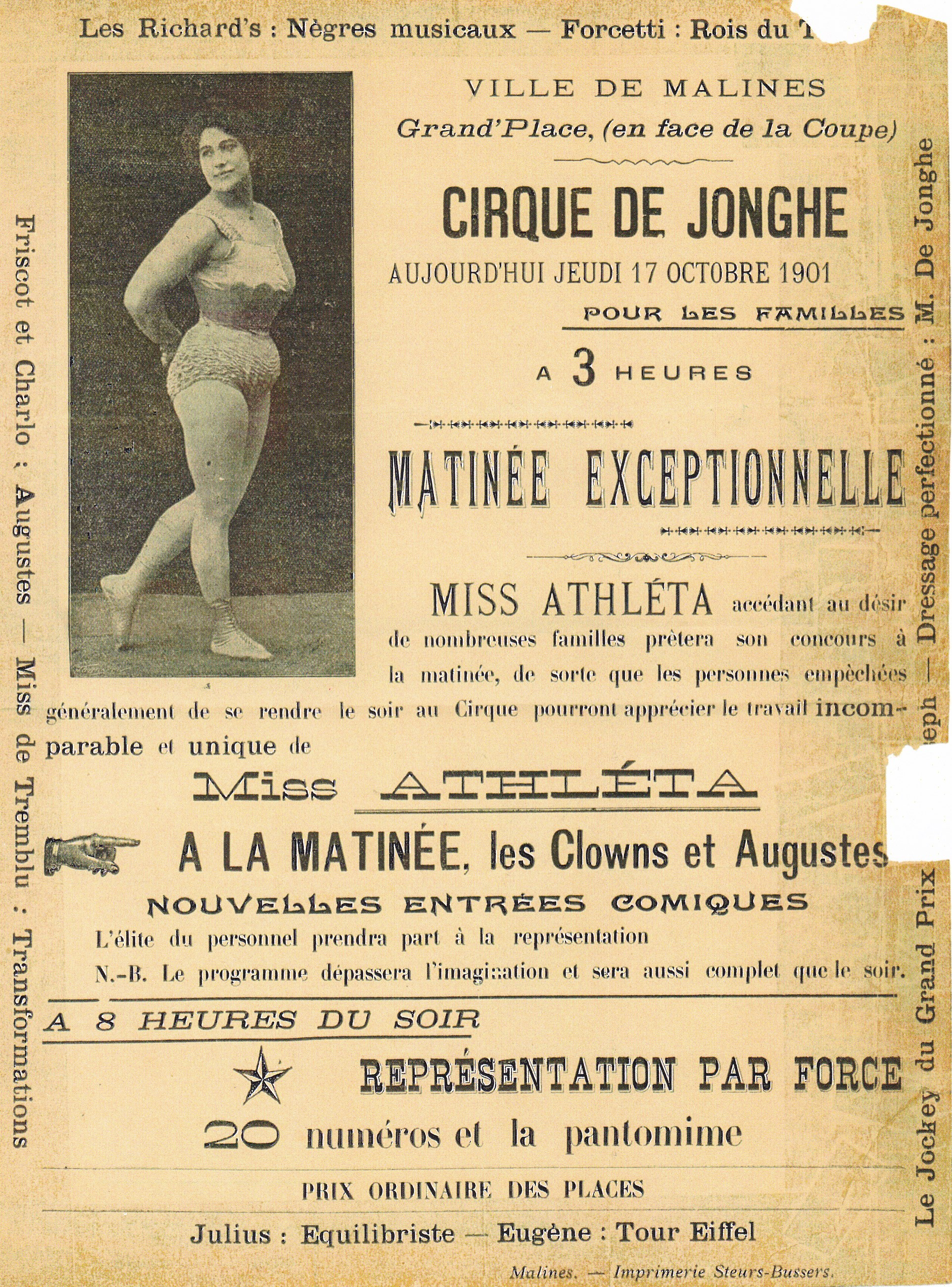
Affiche van het Circus De Jonghe in Mechelen op 17 oktober 1901